# Hrabstwo Greene (Karolina Północna)
Hrabstwo Greene (ang. Greene County) – hrabstwo w stanie Karolina Północna w Stanach Zjednoczonych.

## Geografia
Według spisu z 2000 roku obszar całkowity hrabstwa obejmuje powierzchnię 266 mil2 (688,94 km²), z czego 265 mil2 (686,35 km²) stanowią lądy, a 1 milę2 (2,59 km²) stanowią wody. Według szacunków United States Census Bureau w roku 2012 miało 21 429 mieszkańców. Jego siedzibą administracyjną jest Snow Hill.

### Miasta
- Hookerton
- Snow Hill
- Maury (CDP)
- Walstonburg